# Мильджіно
Ми́льджіно (рос. Мыльджино) — село у складі Каргасоцького району Томської області, Росія. Входить до складу Середньовасюганського сільського поселення.

## Населення
Населення — 438 осіб (2010; 581 у 2002).
Національний склад (станом на 2002 рік):
- росіяни — 80 %
- німці — 5 %